# Bambalina
La bambalina es un lienzo de tela que se extiende por toda la parte alta del escenario o cuelga flotando sobre él. En su conjunto, las bambalinas forman parte del telar con el resto de telones y suelen colorearse o pintarse integrándose así en la decoración escenográfica. Otro objetivo importante, quizá su origen, es ocultar al público los altos de la caja escénica, ocupados entre otros recursos y dispositivos por las líneas de iluminación que intervienen en la representación y el resto de los aparejos del telar.
El Diccionario de la lengua española propone como origen del término bambalina la acción de «bambalear» (bambolearse o tremolar). En francés se usan los términos frise y bande d'air; en inglés puede utilizarse flies; fregio en italiano; y soffitte en alemán.

## Objetivos y tipos
Junto con telones y bastidores, y en ocasiones como sinónimo de "forillos", las bambalinas laterales o patas se utilizan para crear espacios protegidos a los lados de la escena, los llamados "hombros" de la aforada. En el caso de las bambalinas altas se diferencian varios tipos, los dos más importantes son:
- La bambalina de aire, lienzo de tela o gasa en el que se ha representado un dibujo celeste integrándose así en la escenografía.

- El bambalinón es la gran primera bambalina que cuelga sobre el proscenio, delante del telón de boca, más ancha que él resto y casi formando una segunda embocadura en el conjunto de los bastidores de tela.[5] Se usa para modificar la altura del escenario y regularla, según se levante o se deje caer.[6]

### "Entre bambalinas"
Casi más utilizada que el término escenográfico original es la expresión entre bambalinas, tras (las) bambalinas, e incluso entre bastidores, que describe la acción de situarse en el perímetro interior del escenario durante la representación de un espectáculo, quedando oculto para los espectadores. Es un espacio que tradicionalmente ocupan el traspunte, el regidor o el director de escena, entre un nutrido grupo de operarios diversos (tramoyistas, utileros, etc) y racionistas, 'avisadores', comparsas y actores en tránsito de salir a escena.
En el uso del lenguaje, entre bambalinas es, en sentido figurado, sinónimo de confidencialidad, reunión o conversación con carácter reservado, toma de decisiones 'puertas adentro' y secretismo.